# Lara Croft
Lara Croft é uma personagem fictícia e a protagonista da série de videojogos Tomb Raider da Square Enix (antes Eidos Interactive). Lara é apresentada como uma mulher bonita, inteligente e atlética, uma arqueóloga britânica que se aventura em antigas tumbas e ruínas perigosas ao redor do mundo à procura de artefatos valiosos. Criada por uma equipa do estúdio Core Design que incluía Toby Gard, Lara apareceu pela primeira vez em 1996 no jogo Tomb Raider.
A produção inicial da personagem e da série era conduzida pela Core Design. Inspirada por Neneh Cherry e pela personagem de banda desenhada Tank Girl, Gard desenhou Lara Croft para contrariar os estereótipos das personagens femininas. A companhia foi modificando a personagem nos títulos subsequentes, com melhorias gráficas e adições na jogabilidade. A produtora norte-americana Crystal Dynamics ficou responsável pela produção da série depois de Tomb Raider: The Angel of Darkness (2003) ter sido mal recebido pela critica. A nova produtora deu um reinicio à personagem e à série, alterou-lhe as proporções físicas e deu-lhe novas formas de interagir com os ambientes dos jogos. Seis atrizes já deram a sua voz a Croft nos videojogos: Shelley Blond (1996), Judith Gibbins (1997–98), Jonell Elliott (1999–2003), Keeley Hawes (2006–14), Camilla Luddington (2013–2018) e Abigail Stahlschmidt (2015).
Lara também aparece em outros jogos, em mídias como adaptações impressas, uma série de filmes animados, no cinema e outros tipos de produtos relacionados com a série. A personagem também é oficialmente promovida através de uma marca de vestuário e acessórios, figuras e modelos. Croft também já foi licenciada para promoções de terceiros, incluindo na televisão e na publicidade impressa, aparências relacionadas com a musica e como porta voz promocional.
Os críticos consideram que Lara Croft é uma personagem muito preponderante na cultura popular. Croft tem seis Guinness World Records, um grupo de fãs muito forte e é das primeiras personagens dos videojogos a ser adaptada com sucesso para o cinema e a  receber atenção mundial. A revista Empire colocou-a em #5 na sua lista dos "50 Melhores Personagens dos Videojogos" e a Complex em #12 nos "50 Personagens Mais Mauzões dos Videojogos". Considerada um símbolo sexual, a influencia da personagem na indústria tem sido um dos pontos de contenção entre os críticos; as opiniões são muito polarizadas: uns veem-na como tendo dado um contributo e uma mudança positiva nos videojogos e outros por ser um modelo negativo para as adolescentes mais novas. Em junho de 2016, Lara Croft já tinha aparecido em mais de 1 100 capas de revistas, ultrapassando qualquer supermodelo.

## História da personagem
Quando tinha 9 anos de idade, Lara Croft sobreviveu a um acidente de avião na Cordilheira do Himalaia, onde a mãe dela foi dada como desaparecida. Depois de resistir a uma caminhada de dez dias até Katmandu, Lara passou o resto de sua infância sendo criada pelo seu pai, o arqueólogo Richard Croft, o Conde de Abbingdon. Aos 18 anos, depois da morte de seu pai, Lara herdou os bens da família, tornando-se a Condessa de Abbingdon, uma condessa da família real britânica, bilionária e sempre pronta para ajudar.
Lara é geralmente apresentada como uma inteligente, atlética e às vezes imprudente inglesa de nobre origem que viaja pelo mundo em busca de artefatos inestimáveis. Conhecida como arqueóloga e aventureira, ela frequentemente se aventura em antigas, e muitas vezes perigosas, tumbas e ruínas. Além de armadilhas e quebra-cabeças, Lara encontra uma variedade de inimigos, incluindo rivais, gangsteres, animais perigosos (incluindo dinossauros), criaturas lendárias e seres sobrenaturais.

## Criação da personagem
Inicialmente, o designer Toby Gard focou na criação da personagem principal que era essencialmente um clone de Indiana Jones. Quando este personagem foi considerado inaceitável, voltou sua atenção para um novo. Um fator que influenciou Gard a usar uma personagem do sexo feminino foi que ele percebeu que seus co-trabalhadores muitas vezes preferiam utilizar personagens femininas em Virtua Fighter. A personagem redesenhada foi inicialmente uma sul-americana chama Laura Cruz. Ela acabou evoluindo para uma inglesa chamada Lara Croft. Seu nome foi escolhido a partir de uma lista telefônica. Seu nome completo é Lara Croft Mandy DeMonay.

## Interpretação

### Videogames
Lara foi dublada por seis atrizes ao longo da série Tomb Raider:
- Shelley Blond em Tomb Raider
- Judith Gibbins em Tomb Raider II e Tomb Raider III
- Jonnel Elliot em Tomb Raider: The Last Revelation, Tomb Raider Chronicles, e Tomb Raider: The Angel of Darkness
- Keeley Hawes em Tomb Raider: Legend, Tomb Raider: Anniversary, Tomb Raider: Underworld e Lara Croft and the Guardian of Light
- Camilla Luddington em Tomb Raider, Rise of the Tomb Raider e Shadow of the Tomb Raider

### Filmes
Lara foi trazida à vida pela atriz Angelina Jolie nos filmes Lara Croft: Tomb Raider (2001) e Lara Croft: Tomb Raider – The Cradle of Life (2003).
Em 2007, Revisioned: Tomb Raider Animated Series, Lara foi dublada por Minnie Driver.
Em 2018, Lara foi trazida novamente aos cinemas no reboot Tomb Raider estrelado por Alicia Vikander.

## Modelos
Lara também foi interpretada  pelas seguintes modelos em aparições públicas e promoções:
- Katie Price (Jordan) interpretou Lara Croft na ECTS antes das modelos oficiais entrarem no elenco
- Nathalie Cook 1996-1997 (mais desconhecida antes de Tomb Raider se tornar famoso)
- Rhona Mitra 1997-1998
- Vanessa Demouy 1997 (contratada por um revista francesa de videogames para um ensaio)
- Nell McAndrew 1998-1999
- Ellen Rocche 2000 (contratada pela distribuidora brasileira da Eidos Interactive para divulgar The Lost Artifact).
- Lara Weller 1999-2000
- Lucy Clarkson 2000-2002
- Jill de Jong 2002-2004
- Karima Adebibe 2006-2008[9]
- Diana Maria 2007
- Alison Carroll 2008-presente[10]

Segunda continuidade:
- Atlantean Scion (Tomb Raider: Anniversary)
- Excalibur (Tomb Raider: Legend)
- Thor's Hammer (Tomb Raider Underworld)

## Características

### Continuidades
Há três diferentes continuidades dentro dos games Tomb Raider. A primeira continuidade foi criada pela Core Design, e engloba os seis primeiros jogos de Tomb Raider. A segunda e atual continuidade foi introduzida pela Crystal Dynamics pela reinvenção em série em Tomb Raider: Legend. Por fim, a terceira continuidade refere-se ao reboot da série, ainda sob os cuidados da Crystal Dynamics. Além disso, os filmes e os quadrinhos de Lara Croft apresentam numerosas diferenças das continuidades do game.

### Passado
Na primeira continuidade, o manual do game Tomb Raider contava sobre o nascimento de Lara para o Lord Henshingly Croft e como ela foi criada como uma aristocrata cercada de riqueza e luxo. Também explica-se como, aos 21 anos de idade, ela foi a única sobrevivente de um naufrágio próximo à costa do Japão e foi obrigada a confiar no seu juízo para permanecer viva. O incidente a mudou e a inspirou a abandonar sua vida de conforto e segurança em favor de viajar ao redor do mundo sozinha. Isto a levou a ser livre da família.
Tomb Raider: The Last Revelation expandiu o passado de Lara descrevendo como ela, aos 16 anos, acompanhou um famoso arqueólogo chamado Werner Von Croy em uma expedição ao Camboja. Os eventos criaram um fosso entre eles, mas também alimentou o interesse de Lara em civilizações antigas e artefatos. De acordo com a estátua memorial apresentada em Tomb Raider Chronicles, Lara nasceu em 1968, 25 anos antes de seu primeiro game.
A segunda continuidade apresenta uma diferença no passado. Muitas sequências de flashback em Legend mostram como Lara, aos 9 anos, sobreviveu a um acidente de avião no Himalaia que levou ao misterioso desaparecimento (e a morte presumida) de sua mãe, Amelia Croft. Lara então, de alguma forma, conseguiu sobreviver em uma jornada de dez dias para Catmandu onde ela foi capaz de contactar seu pai, Richard Croft. Lara gastou o resto de sua infância sob o olhar atento de seu pai, um arqueólogo que permitiu Lara acompanhá-lo em expedições arqueológicas. Legend e Underworld fortemente implicam que a maior parte, se não todas, dessas expedições foram conduzidas para descobrir o que aconteceu com a mãe de Lara. Aos 18, quando seu pai morreu sob circunstâncias desconhecidas, Lara herdou os estados Croft com o título "Condessa de Abbingdon". De acordo com o manual do game Tomb Raider: Anniversary, as perseguições de Lara são motivadas pela esperança de que ela conhecerá a verdade sobre a morte de seus pais.

### Experiência de combate
Na maior parte das aparições, Lara exibe um nível excepcionalmente elevado na habilidade de luta, particularmente com armas de fogo. Em Legend, por exemplo, ela é capaz de lutar sozinha em seu caminho contra um pequeno exército de mercenários. Como ela atingiu tal proficiência, não é explicado nos games. No filme Lara Croft: Tomb Raider, uma fotografia pode ser vista mostrando Lara no centro de uma unidade militar. Isto, junto com outras frases dos filmes ("Nascidos em Riqueza. Limpos pela Elite. Treinados para Combater."), sugere que ela pode ter tido experiência militar formal. Porém, nenhum dos jogos menciona ou indica serviço militar, tornando esta explicação exclusiva para o passado de Lara nos filmes. Mas no jogo Legend mostra sua roupa militar na Inglaterra como sendo das forças especias inglesas a SAS de onde vem o seu reforço de ultima hora.
No jogo mais recente da série da personagem, Tomb Raider, dá-se a explicação de que Lara nunca tivera formação militar, mas atribui a sua perícia à um treinamento pessoal dado a ela por Conrad Roth, um colega de seu pai, militar e aventureiro que treinara para usar armas e arcos, sem nunca, porém, pensar que isso seria necessário ser usado em humanos. Durante o decorrer do jogo, nota-se sua evolução e que mortes de pessoas queridas a afetaram e ela melhorou sua perícia militar.

### Personalidade
Lara é retratada constantemente como uma pessoa altamente confiante, independente, teimosa e do signo de aquário (data de nascimento: 14 de fevereiro de 1968). Ela tem muita energia e odeia ficar parada. Seus gêneros musicais favoritos são eletro house e rap. Ela também é muito corajosa, mostrando raramente sinal de medo em muitas situações perigosas ou letais. Além disso, há um número significativo de diferenças na personalidade entre as continuidades. Na primeira continuidade, Lara é mostrada misteriosa, enigmática, sarcástica e até mesmo sangue frio à vezes. Em Legend, ela é mostrada como uma pessoa de coração iluminado e respeitosa que é mais aberta emocionalmente, e é também retratada mais feminina que na primeira continuidade. Isto é devido em parte ao seu maior nível de interação com pessoas, como a assistência de Zip e Alister, bem como pessoas do seu passado. Em Legend, ela também mostrou ter um amor por alturas vertiginosas e perigosas armadilhas antigas, para o desânimo de Zip e Alister. Em Anniversary (um remake do primeiro game), o que está subentendido no primeiro humano que ela mata, ela está visivelmente perturbada pelo incidente ao longo de todo o restante do jogo. Em contrapartida, no primeiro Tomb Raider, ela mata antagonistas humanos sem qualquer reação emocional. Foi eleita a personagem mais sexy dos games recentemente.
O mais recente jogo, lançado em 2013, porém, vem para quebrar algumas visões sobre a personagem, no instante em que apresenta alguém frágil e que está começando a aprender a ser uma verdadeira sobrevivente.

### Roupas e equipamentos
Sua roupa, marca registada de Lara, consiste em uma blusa sem manga azul esverdeado, shorts marrons, botas, meias brancas, luvas sem dedos, uma pequena mochila e um cinto utilitário com dois coldres. Esta roupa (ou variação estreita), tem aparecido em quase todos os jogos do Tomb Raider. Lara pode também vestir diferentes roupas durante o curso dos jogos, como uma roupa para ambiente aquático ou calças e uma jaqueta para uma área mais fria.
Na maioria dos jogos, a arma padrão de Lara é um par de pistolas semiautomáticas. Estas são tipicamente não identificadas no jogo, embora muitas vezes elas lembram armas da vida real - por exemplo, nas fotografias promocionais geradas por computador (bem como em jogos de resolução completa), elas lembraram Browning (tipo de pistola automática) Hi-Powers nos três primeiros jogos, Desert Eagle no quarto e quinto jogo, Heckler & Koch USP Match pistols em Legend e o novo Underworld, e Springfield Armory M19lls em Anniversary. Lara é geralmente capaz de adquirir armas mais potentes, como uma caçadeira ou fuzil de assalto, durante todo o curso dos jogos. Lara pode também ser vista utilizando um gancho em uma das animações em Tomb Raider. No entanto, isto não foi uma parte de seu padrão em equipamentos até Legend, quando foi anexado um braço magnético ao seu cinto em oposição ao tradicional gancho. Em Anniversary, o gancho foi mais tradicional, o qual não é magnético, mas foi apenas anexado ao cinto de Lara. Em Underworld o gancho também está presente em seu arsenal, ele é magnético e é retratado numa espécie de mini-pistóla que lara retira do cinto quando o usa e depois o recoloca quando está pendurada. Em Legend e Underworld, Lara também tem uma capa impermeável PDA que exibe informações da missão. Já em Tomb Raider (2013), sua lista de equipamentos é avançada. Neste jogo, Lara tem a sua disposição uma pistola semiautomática, uma metralhadora, um lança-granadas, uma shotgun, um machado de escalada, uma roldana eletrônica e principalmente a marca do jogo, um arco conseguido na floresta, que, com ele, ela pode disparar flechas, criar tirolesas, atirar flechas com corda, que pegam fogo e explodem, além de provocar muita destruição.

### Primeira continuidade
- Atlantean Scion - Scion de Atlântida (Tomb Raider)
- Dagger of Xian - Adaga de Xian (Tomb Raider II)
- The Golden Mask of Tornarsuk - Máscara dourada de Tornarsuk (Tomb Raider II Gold)
- Meteorite Artefacts: The Infada Stone, Eye of Isis, Element 115, Ora Dagger, The Hand of Rathmore - Artefactos do meteorito: A Pedra Infada, O Olho de Isis, O Elemento 115, A A Adaga Ora, A Mão de Rathmore (Tomb Raider III, Tomb Raider III: The Lost Artifact)
- Amulet e Armour of Horus - Amuleto e Armadura de Horus (Tomb Raider: The Last Revelation)
- Philosopher's Stone, Spear of Destiny, The Bestiary, "The Iris" - A Pedra Filosofal, Lança do Destino, Bestiário (Tomb Raider Chronicles)
- Periapt Shards e Obscura Paintings - Pedaços de Periapt e Pinturas de Obscura (Tomb Raider: The Angel of Darkness)

### Segunda continuidade
- Atlantean Scion - Scion de Atlântida (Tomb Raider: Anniversary)
- Excalibur - Espada Excalibur (Tomb Raider: Legend)
- Thor's Hammer - Martelo de Thor (Tomb Raider: Underworld)

### Terceira continuidade
Queen Himiko and the Lost Kingdom of Yamatai - A Rainha Himiko e o Reino Perdido de Yamatai (Tomb Raider)
The Divine Source and the Lost City of Kitezh - A Fonte Divina e a Cidade Perdida de Kitezh (Rise of the Tomb Raider)
The Dagger of Chak Chel, the Silver Box of Ik Chel and the Hidden City of Paititi - A Adaga de Chak Chel, a Caixa Prateada de Ik Chel e a Cidade Oculta de Paititi (Shadow of the Tomb Raider)

## Controvérsias
Alguns fãs, assim como o designer original de Lara, Toby Gard, consideram que o status crescente de Croft como um símbolo sexual no video game a cada jogo lançado aumentou propagandas gratuitas e prejudiciais à personagem, que ganhou mais atenção pela sua aparição "dura-como-prego" em espírito e determinação. Em resposta a isso, afirmou-se que ela seria submetida a um redesenho e tornaria-se mais "reservada" em Tomb Raider: Legend por uma questão de se tornar mais atrativa para gamers do sexo feminino. Entretanto, algumas das roupas que ela veste nesse jogo são muito mais reveladoras que em qualquer coisa já vista em jogos anteriores, com muitas delas mostrando espaço entre os seios de Lara e/ou o diafragma dela (embora algumas das roupas disponíveis sejam muito modestas).
Alguns fãs haviam criticado a série por retratar Lara em uma forma cada vez mais sanguinária, e ocasionalmente não dando aos jogadores a opção de evitar a força letal contra os humanos. Tomb Raider III foi fortemente criticado por alguns por mostrar Lara cometendo assassinatos contra guardas seguranças, oficiais da polícia e homens de uma tribo.
Outra controvérsia (de novo, nos primeiros jogos da série) é Lara matar animais da fauna silvestre como tigres, onças e outros animais. Em resposta a isso, os criadores do jogo "relançado" de 2006, Legend, diluíram a violência do jogo. Enquanto Lara enfrenta animais silvestres (limitados a oito felinos e quatro cachorros no jogo), é claro que ela só mata por auto-defesa e sente remorso quando ela tem que fazer isso, tal como é indicado na conversa a seguir na primeira fase:
Alister: Por que predadores atacam presas maiores que eles mesmos é mistério.
Lara: É uma pena.
Mais tarde, na fase ela afirma quando mata mais uma onça:
Lara: Alguém escolheu um lugar infeliz para caçar.
Lara também expressa tristeza durante um flashback em que ela testemunha a morte de amigos e manifesta compaixão por ver os cadáveres congelados de cientistas soviéticos na fase do Cazaquistão.

## Na cultura popular
Lara Croft é considerada tanto pelos críticos como pelos fãs um dos personagens de game mais importantes na cultura pop e a mais famosa personagem do sexo feminino do video game, como listada pelo The Guinness Books of World Records.
Lara apareceu em muitas propagandas de Lucozade durante o final dos anos 90, e foi garota cover da revista de estilo popular The Faze em 1997. Além disso, o escritor Douglas Coupland dedicou um livro a ela, analisando o efeito dela na cultura Elektro Rap.
Lara fez uma participação especial durante a turnê PopMart do U2 e apareceu em um clip da banda alemã punk Die Ärzte. Ela também participou de comerciais de carro da SEAT, e três comerciais do canal de TV G4. Em todas essas aparições, Lara foi representada por animação de computador. Lara também apareceu em um comercial da Visa no qual participou uma Lara real, interpretada por Sofía Vergara, interagindo com ela no jogo homólogo. O website Education City parodiou Lara Croft em uma série de game estrelando "Klara Loft".
Lara é o tema de uma música "Amami Lara" (Ama-me Lara) pelo compositor italiano Eugeino Finardi. A música foi apresentada durante a edição de 1999 do Festival della canzone italiana em Sanremo.